# Mikłusy
Mikłusy (prononciation : [miˈkwusɨ]) est un village polonais de la gmina de Trzebieszów dans le powiat de Łuków de la voïvodie de Lublin dans l'est de la Pologne.
Il se situe à environ 9 kilomètres au nord-ouest de Łuków (siège de la gmina), 17 kilomètres au nord-est de Łuków (siège du powiat) et 90 kilomètres au nord de Lublin (capitale de la voïvodie).
Le village comptait approximativement une population de 204 habitants en 2009.

## Histoire
De 1975 à 1998, le village est attaché administrativement à l'ancienne voïvodie de Siedlce.

Depuis 1999, il fait partie de la nouvelle voïvodie de Lublin.